# Ulica Wszystkich Świętych (czasopismo)
Ulica Wszystkich Świętych (ISSN 1732-0941) – miesięcznik Mail artu, którego pierwszy numer okazał się w grudniu roku 1989. 3 pierwsze edycje (1989–90) były typowymi art-zinami, po reaktywowaniu ekipy fluxusu, edytującej pismo („Double Travel”, od lipca 2004 r. wydawcą jest RegioPolis), w lutym 2000 r. pojawił się numer 4. W kwietniu 2008 ukazał się setny numer pisma. Pismo oprócz tradycyjnej formuły ukazuje się czasem w formie muzycznych CD czy DVD z filmami dokumentalnymi.
Ulica..., której trzonem redakcyjnym są niezmiennie Lech L. Przychodzki i Edward „Lu” Soroka, a od roku 2000 także Marian Karaś, ze względu na współpracę z wielu twórcami i publicystami z Polski – szybko przestała pełnić funkcję miesięcznika stricte artystycznego.
Jako pierwsi nawiązali z nią współpracę regionaliści – z Kaszub, Śląska i projektowanej na Litwie Autonomii Wileńskiej. Dołączyli do nich pracownicy nauki, niekiedy wybitni jak botanik – prof. Dominik Fijałkowski czy filozof kultury – prof. Stefan Symotiuk.
Połączenie doświadczenia z młodością – debiutowali na łamach pisma m.in. Aldona Kopkiewicz, Katarzyna Piotrowska czy Oskar Szwabowski – pozwoliło na międzypokoleniowy dialog, który do dziś jest silną stroną pisma.
Dzięki tłumaczom – Ryszardowi Borkowskiemu, Piotrowi Madejowi (zm. 7 maja 2008), Janowi Stanisławowi czy Vandzie Zakrzewskiej – Ulica... prezentuje dorobek piór już uznanych (jak rosyjski bard W. Wysocki czy R. Brautigan) i zupełnie nad Wisłą nowych (amerykańscy poeci Mark Sonnenfeld czy David Stone).
Krytyką literacką zajmują się głównie dr Wojciech Kajtoch (Uniwersytet Jagielloński) i Agnieszka Brytan. Ochronę środowiska propagował Marek Kłuciński (zm. 2004), obecnie Krzysztof Wojciechowski z Katedry Ochrony Środowiska KUL, neoekonomią zajmuje się Krzysztof Lewandowski (teksty własne i tłumaczenia).
Pismo nie unika tematów trudnych – o komunistycznych obozach dla ludności Śląska po roku 1945 pisali m.in. dr Edwald S. Pollok i Henryk Sporoń, o sytuacji społeczeństwa Białorusi – reżyser-dokumentalista Oleg Klejmionow i Pauluk Kanawalczyk (red. nacz. opozycyjnych mieńskich „Navinok”), o mniejszościach narodowych w Hiszpanii i Grecji – Bartłomiej Świderek. Refleksję humanistyczną prezentowali m.in. Alfred Bartylla-Blanke, Stefan Symotiuk i Jacek Zalewski. Myśl polityczną – bracia Aleksander i Antoni Radczenko, Edward „Lu” Soroka czy Ryszard Tomczyk, satyrę Michał Graczyk i Marian Karaś.
Jako pierwsza na gruncie polskim „Ulica...” wprowadziła od numeru 1 (15), czyli od stycznia 2001 r., zasadę copyleft Ryosuke Cohena – pozwolenie na dowolny przedruk tekstów własnych, tłumaczeń i materiałów graficznych, wychodząc z założenia, iż myśl ludzka powinna rozprzestrzeniać się bez przeszkód.
Prócz listy adresowej (drogą Mail Artu pismo dociera m.in. do tak wybitnych postaci jak Ryosuke Cohen, Milada Mojsejová i Zygmunt Bauman), gdzie trafia wersja „papierowa” miesięcznika, w wersji PDF dostępny jest on w internecie.
W styczniu 2007 r. pojawił się w Sieci pierwszy tomik poetycki, sygnowany przez Ulicę... – „Cień Freuda” Oskara Szwabowskiego, w lipcu kolejny – „Dziecko maluje śmierć” Katarzyny Piotrowskiej, w grudniu tom aforyzmów i fraszek Mariana Karasia „Zamyślenia z myślenia”, zaś w styczniu 2008 zbiorek rysunkowych drobiazgów satyrycznych Andrzeja Kota „Gdzie się człek nie ruszy, szuka kociej duszy”.
Redaktorem naczelnym miesięcznika jest lublinianin Lech L. Przychodzki, jego zastępcą tłumaczka, rysowniczka i poetka z Wałbrzycha (od kilku lat w Chinach) – Vanda Zakrzewska. Stałymi ilustratorami Ulicy... i książek ludzi jej kręgu są Jerzy Jakubów i Andrzej Kot.